# Pfahljochstrecke

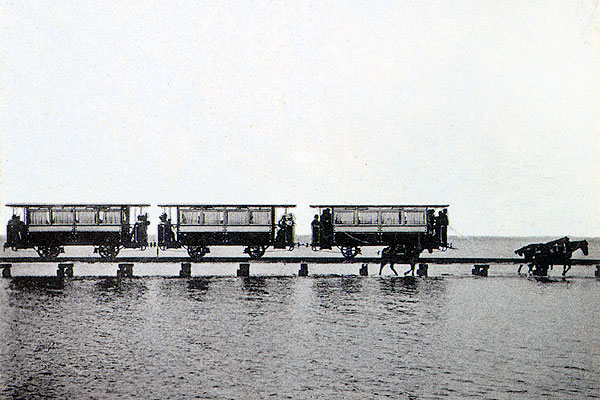
Pfahljochstrecke der Inselbahn von Juist, um 1900

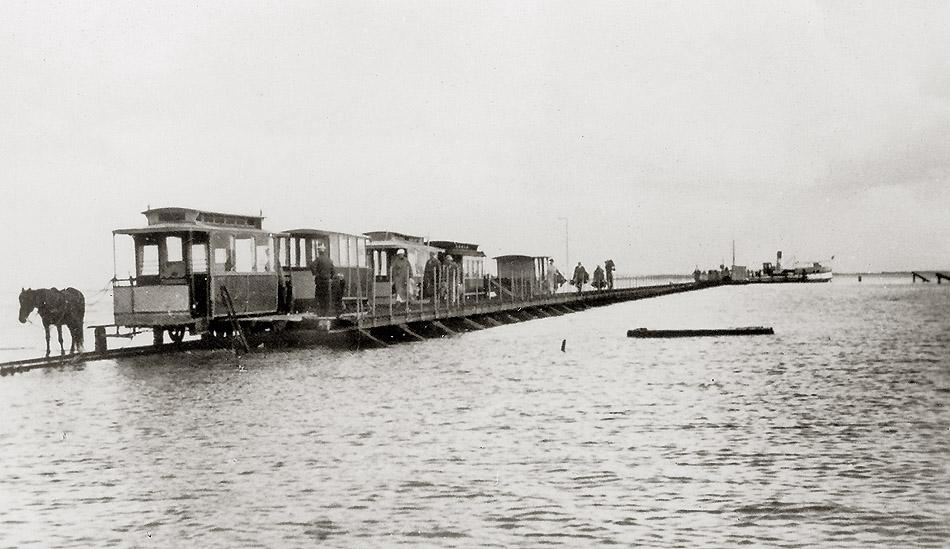
Inselbahn von Spiekeroog, um 1930, mit Schiffsanleger

Als Pfahljochstrecke wird ein Typ von Eisenbahn- oder Kleinbahnstrecken bezeichnet, bei der die Bahngleise auf einem Pfahljoch durch unbefestigten oder instabilen Grund verlaufen. 
Eine Pfahljochstrecke verband jeweils einen abseits einer Insel im Wattenmeer errichteten Anleger für Fährschiffe mit dieser Insel. Fährschiffe benötigten wegen ihres Tiefgangs eine gewisse Mindestwassertiefe, die direkt an Inseln meist nicht gegeben ist.

## Entstehungsgeschichte
Die Pfahljochstrecken im Wattenmeer entstanden während der Kaiserzeit im Gefolge des touristischen Badebetriebes, um sowohl das erhöhte Aufkommen von Inselbesuchern als auch den saisonbedingten Mehrbedarf an Gütern auf die Inseln befördern zu können.

## Bauweise
Bei einer Pfahljochstrecke handelt es sich um eine speziell konstruierte Lösung, welche es ermöglicht, die Gleise auf dem weichen und während der Hochwasserzeit  (Flut) überspülten Wattboden zu fixieren. Zu diesem Zweck wurden entlang einer geplanten Streckenführung stabile Holzpfähle tief in den Boden des Watts gerammt. Diese waren meist aus Eiche und wurden mit Teer behandelt. Die Jochpfähle wurden an den unteren Enden angespitzt und mit Pfahlschuhen aus Eisen versehen, um gut eingerammt werden zu können. Seitlich wurden sie meist mit schräg in den Wattboden gerammten Holzpfählen gestützt. Auf den oberen Enden der Jochpfähle wurden quer zur Streckenführung Holzbalken, die so genannten Jochhölzer, befestigt. Die in den Wattboden gerammten Jochpfähle wurden auf diese Weise von oben stabilisiert. Auf den Jochhölzern wurden die stählernen Bahngleise befestigt. die wiederum das Gesamtkonstrukt stabilisierten.
Bei Flut bzw. Hochwasser befanden sich die Gleise nur knapp oberhalb der Wasseroberfläche. Dafür gab es im Wesentlichen zwei Gründe: die Stabilität und Dauerhaftigkeit der Gesamtkonstruktion war am höchsten, wenn die Pfähle nur relativ wenig aus dem Wattboden herausragten. Außerdem wurden die ersten Züge noch von Pferden gezogen, die neben der Pfahljochstrecke über den Wattboden laufen mussten (Juist, Spiekeroog, jedoch nicht Wangerooge).
Für die Fahrgäste war eine Fahrt bei Flut recht abenteuerlich, konnten sie doch von ihren Sitzplätzen aus seitlich neben dem Zug fast nur das Meer erkennen. Sie hatten demzufolge den für manche beängstigend wirkenden Eindruck, direkt durch das Meerwasser zu fahren. Sturmfluten oder Eisgang konnten eine Pfahljochstrecke schwer beschädigen und machten umfangreiche Reparaturen mit einer längeren Stilllegung der einspurigen Strecke erforderlich.

## Bekannte Pfahljochstrecken (außer Betrieb)
- Inselbahn Juist (Betriebsdauer 1898–1982)
- Spiekerooger Inselbahn (1885–1981)
- Wangerooger Inselbahn (1897–heute)[7]

## Bekannte Pfahljochstrecke (in Betrieb)
- Halligbahn Dagebüll–Oland–Langeneß, Oländer Damm (Teilstück als Pfahljochstrecke)